# Opacoinvolvulus rottensis
Opacoinvolvulus rottensis là một loài bọ cánh cứng trong họ Rhynchitidae. Loài này được Zherichin miêu tả khoa học năm 1992.